# Stefano Golinelli
Stefano Golinelli (Bologna, 26 ottobre 1818 – Bologna, 3 luglio 1891) è stato un compositore e pianista italiano.

## Biografia
Quintogenito di una famiglia di medici ed avvocati, Golinelli iniziò lo studio del pianoforte privatamente e in seguito si iscrisse al Liceo Musicale di Bologna dove dal 1827 al 1833 fu allievo di Benedetto Donelli. Nel 1839 studiò composizione a Milano con Nicola Vaccaj.
Nel 1836, l'Accademia Filarmonica di Bologna gli diede un primo riconoscimento: lo accolse fra i Maestri compositori onorari. Fu poi - nominato da Gioachino Rossini che ne era il Direttore - titolare della cattedra di pianoforte al Liceo Musicale di Bologna dal 1840 al 1871, Liceo dove ottenne la qualifica di professore onorario.  Nel 1838 iniziò la sua carriera concertistica, prima in ambito nazionale e successivamente, spinto da Ferdinand Hiller, anche in ambito internazionale. Schumann, su una rivista del suo tempo, espresse un attestato di stima per Golinelli, ravvisando in lui un importante segnale di rinascita per la musica strumentale in Italia. Gran parte della sua attività, oltre all'insegnamento e all'attività concertistica fu dedicata alla composizione pianistica.
Alla sua morte avvenuta il 3 luglio 1891, Golinelli venne sepolto al Cimitero monumentale della Certosa di Bologna e fu uno dei quattro musicisti, assieme a Rossini, Padre Martini e Stanislao Mattei a cui venne dedicato un busto collocato nella Sala del Pantheon dello stesso cimitero.
Golinelli alla sua morte scelse di donare all'Accademia Filarmonica di Bologna il suo pianoforte Erard.

## Principali esibizioni
- Napoli, 1843
- Milano, Teatro alla Scala, 1844
- Firenze e Genova, 1845
- Ferrara, 1846
- Palermo, 1847
- Parigi e Londra, 1851
- Germania in varie località

## Principali composizioni
Circa 400 composizioni pianistiche tra cui:
- Tre Sonate
- Due raccolte di 24 preludi: op. 23 e op. 69
- Barcarola in fa diesis minore op. 35

## Discografia
Golinelli Stefano (1818-1891)
CD TACTUS Pianoforte Giuseppe Modugno Due pensieri affettuosi, 24 preludes Op. 69, Barcarola Op. 35.
Golinelli Stefano (1818-1891), DA VINCI PUBLISHING, Pianoforte Giancarlo Simonacci.  "Piano works". https://davinci-edition.com/product/c00175/